# Solstițiul de vară
Solstițiul de vară, sau solstițiul estival, cunoscut și sub numele de mijlocul verii, se produce atunci când unul dintre polii Pământului are înclinarea maximă față de Soare, Are de două ori pe an, câte odată în fiecare emisferă (nordică și sudică). Pentru acea emisferă, solstițiul de vară este atunci când Soarele atinge cea mai înaltă poziție pe cer și este ziua cu cea mai lungă perioadă de lumină. La cercul polar arctic (pentru emisfera nordică), sau la cercul polar antarctic (pentru emisfera sudică), există lumină continuă în zilele din preajma solstițiului de vară. La solstițiul de vară, înclinarea axială maximă a Pământului față de Soare este de 23,44 °. La fel, declinația Soarelui față de ecuatorul ceresc este de 23,44 °.
Solstițiul de vară este solstițiul din iunie în emisfera nordică și solstițiul din decembrie în emisfera sudică. În funcție de corespondența cu calendarul, solstițiul de vară are loc între 20 iunie și 22 iunie în emisfera nordică și între 20 decembrie și 23 decembrie în emisfera sudică. Aceleași date din emisfera opusă corespund solstițiului de iarnă.
Încă din preistorie, solstițiul de vară a fost văzut ca o perioadă semnificativă a anului în multe culturi și a fost marcat de festivaluri și ritualuri. În mod tradițional, în multe regiuni temperate (în special în Europa), solstițiul de vară este văzut ca mijlocul verii și denumit „mijlocul verii”. Astăzi, însă, în unele țări și calendare este văzut ca începutul verii.

## Aspecte culturale
Semnificația acordată solstițiului de vară variază între diferite culturi, dar majoritatea acestora marchează evenimentul într-un fel sau altul, cu sărbători, festivaluri și ritualuri din acea perioadă, cu teme de religie sau fertilitate. De exemplu, în Suedia, mijlocul verii este una dintre sărbătorile majore ale anului, când țara se închide la fel de mult ca în timpul Crăciunului. În unele regiuni, solstițiul de vară este văzut ca începutul verii și sfârșitul primăverii. În alte culturi, solstițiul este mai aproape de mijlocul verii.

## Sărbători

### În emisfera nordică
- Midsummer
- Noc Kupały (Polonia)
- Dragon Boat Festival (Asia de Est)
- Ziua reflecției private (Irlanda de Nord)
- Jaanipäev (Estonia)
- Juhannus (Finlanda)
- Jāņi (Letonia)
- Rasos (Lituania)
- Ziua Națională a Aborigenilor (Canada)
- Tiregān (Iran)
- Fremont Solstice Parade (Fremont, Seattle, Washington, Statele Unite)
- Santa Barbara Summer Solstice Parade (Santa Barbara, California, Statele Unite ale Americii)
- Ziua internațională a surfingului
- Ziua internațională yoga
- Fête de la Musique, cunoscută și sub numele de „Ziua Mondială a Muzicii”

### În emisfera sudică
- Crăciunul, marchează de obicei solstițiul de vară din emisfera sudică
- Inti Raymi, Machu Picchu, Peru
- We Tripantu, (Mapuche, în Chile)
- Willkakuti, un An Nou andino-amazonic (Aymara)